# Flugplatz Eskilstuna

i7
i11
i13
Der Flugplatz Eskilstuna (schwedisch: Eskilstuna-Kjula flygplats; IATA-Code: EKT, ICAO-Code: ESSU) ist ein privater Flugplatz, 13 km östlich von Eskilstuna in der schwedischen Provinz Södermanlands län entfernt.

## Flugplatzdaten
Der Flugplatz hat eine Asphaltpiste mit 1886 m Länge und 35 m Breite. Die Seehöhe beträgt 43 m.

## Geschichte
Im Jahr 1963 wurde auf dem Gelände eine Militärbasiseinheit errichtet und der militärische Flugbetrieb aufgenommen. Im Jahr 1967 wurde eine Vereinbarung zwischen den Militärbehörden und der Gemeinde Eskilstuna bezüglich des zivilen Betriebs am Flughafen erzielt. 1968 wurde die Landebahn auf 35 m verbreitert. Die zivile Rollbahn wurde verbreitert und die zivile Schwelle von Norden her verlegt. 1969 erfolgte der reguläre Flugverkehr durch die Linjeflyg AB mit Convair CV-440 Metropolitan und Nord 262 nach Malmö.
Im Jahr 1971 wurde der Linienverkehr eingestellt, jedoch bestand weiterhin ein Teil des Charterverkehrs, z. B. nach Visby, Rönne und den Kanarischen Inseln. 1972 wurde auch der Charterverkehr eingestellt, vor allem aufgrund fehlender Landehilfen wie ILS-Anforderungen. Seitdem besteht der zivile Betrieb größtenteils aus Geschäfts- und Taxiflügen sowie Privat- und Vereinsflügen, darunter auch Schulflügen. 1976 wurde eine Gemeindeübersicht verabschiedet, in der unter anderem mögliche Lärmbelästigungen des Flughafens behandelt werden. 1986 wurden bestimmte reguläre Flugrouten besprochen, darunter Örebro-Eskilstuna-Stockholm/Arlanda. Nichts davon wurde realisiert.
Eine Reihe von Arbeiten unter militärischer Schirmherrschaft wurden im Jahr 1987 abgeschlossen, darunter der Umbau des Stützpunkts zur „Airport Base 90“ mit zwei kurzen Start- und Landebahnen. In den Jahren 1997 und 1998 wurde unter militärischer Schirmherrschaft eine neue Flughafenbeleuchtung installiert. 1998 Kommunalbeschluss über den Bau ziviler Komplettlandehilfen (ILS und DME). Im Jahr 2001 Inbetriebnahme von ILS und DME.
Im Jahr 2002 wurde ein Genehmigungsantrag bezüglich geänderter zivilrechtlicher Tätigkeiten gestellt. Die Gesamtzahl der Flugbewegungen einschließlich der militärischen Luftfahrt wird mit 28.400 angegeben. Gewünschte Ergänzungen wurden in den Jahren 2003–2004 eingereicht. Im Juni 2006 fiel das nun gültige Umwelturteil des Umweltgerichts, das 27.400 Flugbewegungen pro Jahr zulässt.
Im Jahr 2004 sah eine neue Verteidigungsentscheidung vor, dass alle militärischen Operationen auf dem Stützpunkt bis zum 31. Dezember 2005 eingestellt werden mussten und dass der Stützpunkt im Jahr 2005 verkauft werden sollte. Der Flughafen wurde von der Gemeinde Eskilstuna am 31. Dezember 2007 von der Fortification Agency gekauft.